# Anemone vitifolia
Dã miên hoa (danh pháp hai phần: Anemone vitifolia) là một loài thực vật có hoa trong họ Mao lương. Loài này được Buch.-Ham. ex DC. mô tả khoa học đầu tiên năm 1817.

## Hình ảnh

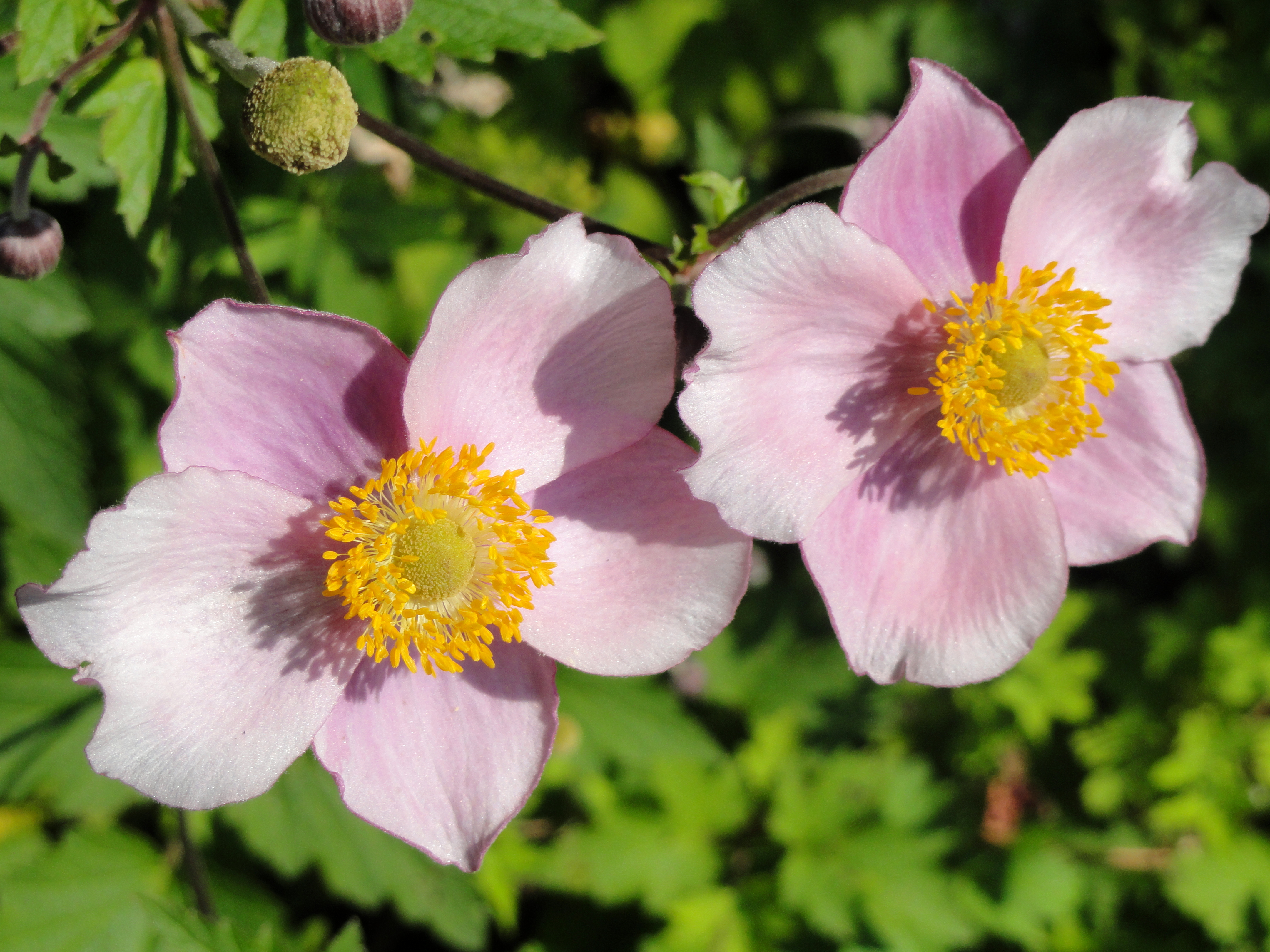
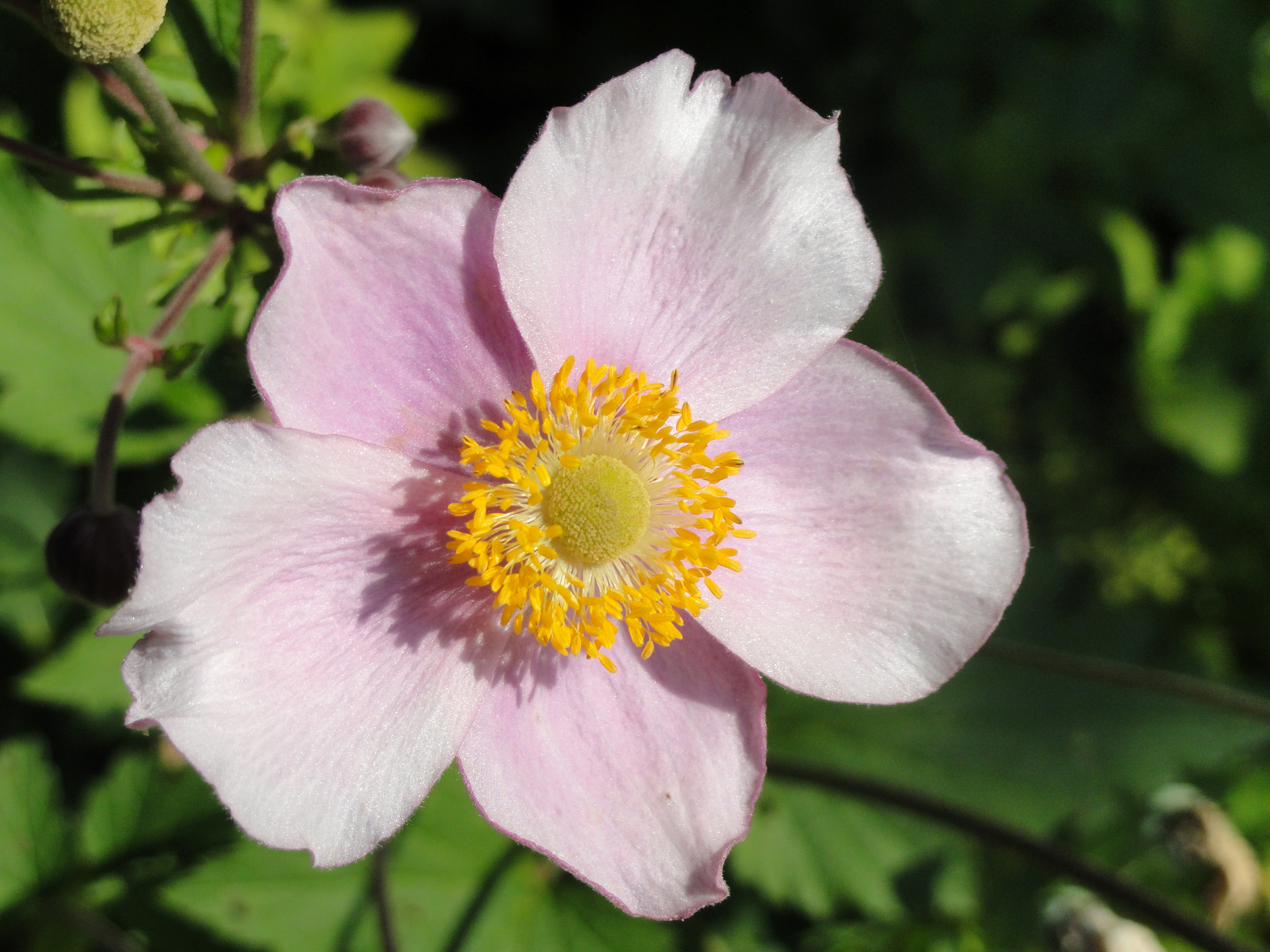
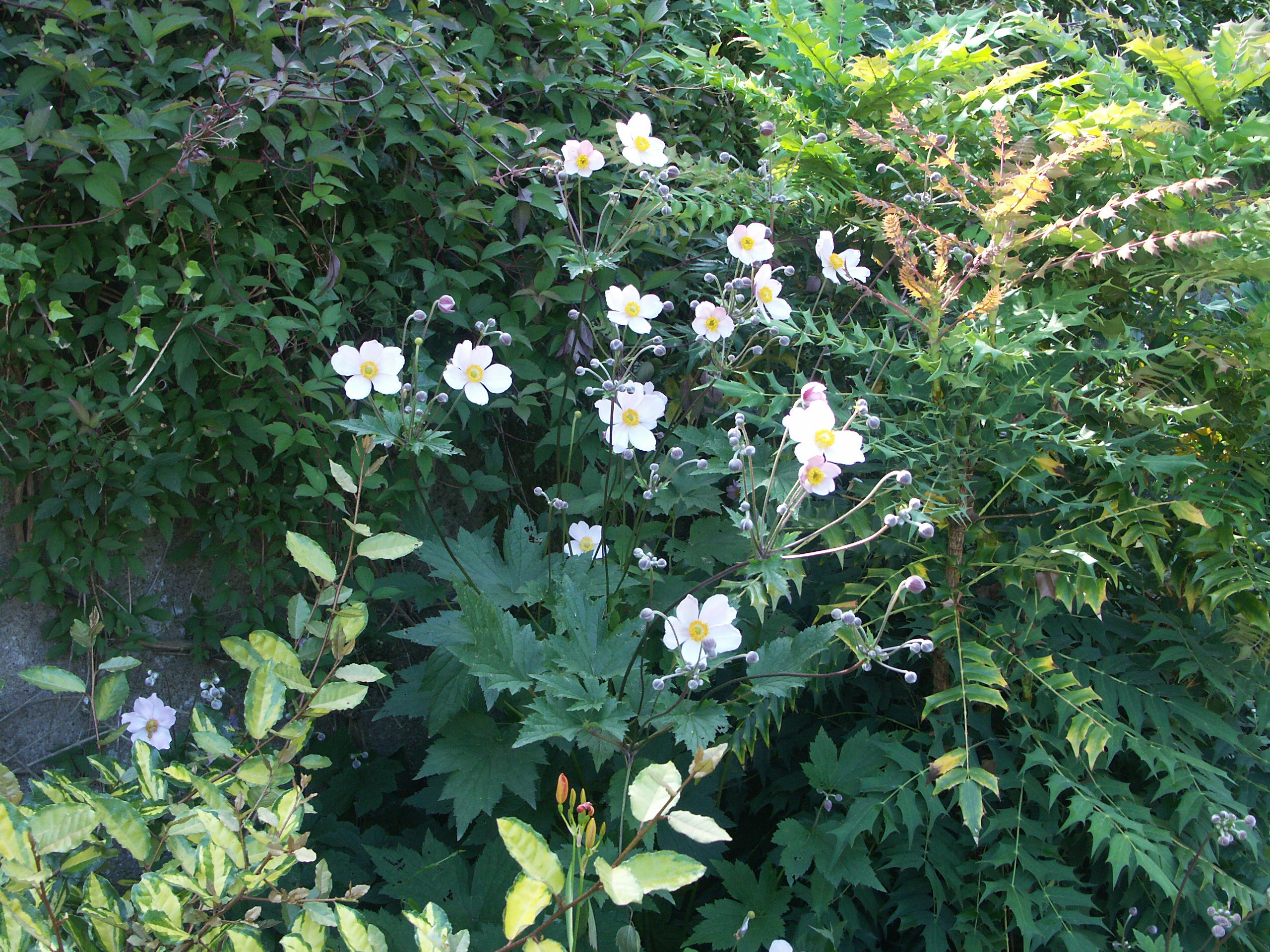